# Greivis Vásquez
Greivis Josué Vásquez Rodríguez (Caracas, 16 gennaio 1987) è un ex cestista e allenatore di pallacanestro venezuelano, professionista in NBA.

## Carriera

### NBA (2010-2016)

#### Memphis Grizzlies (2010-2011)
Dopo aver frequentato l'Università del Maryland si rende eleggibile per il Draft NBA 2010. Viene scelto col nº 28 al Draft dai Memphis Grizzlies.
Durante la stagione lui è la riserva di Mike Conley. Disputa 70 partite anche se solo una da titolare.
Gioca tutte le 13 partite dei play-off (tutte quante subentrando dalla panchina), dove i Grizzlies si qualificano arrivando ottavi: dopo aver clamorosamente eliminato per 4-2 i San Antonio Spurs arrivati primi a fine anno (l'ultima volta che l'ottava batté la prima fu nella stagione 2006-2007 quando i Golden State Warriors arrivati ottavi vinsero la serie contro i Dallas Mavericks arrivati primi per 4-2) i Memphis Grizzlies devono arrendersi nelle semifinali di Conference agli Oklahoma City Thunder perdendo la serie 4-3.
In gara-4 contro i San Antonio Spurs ha dovuto sostituire per 13 minuti il playmaker titolare Mike Conley che era uscito per falli. In quei minuti Vasquez mette a referto 9 punti e 2 assist.
Durante la offseason 2011 (che tra l'altro è stata più lunga per via del lockout che ha posticipato l'inizio della stagione regolare al gennaio 2012), Vásquez ha partecipato ad un viaggio sponsorizzato dal Dipartimento di Stato degli Stati Uniti per il Venezuela.

#### New Orleans Hornets (2011-2013)
Il 24 dicembre 2011, quando viene ceduto ai New Orleans Hornets in cambio di Quincy Pondexter. Agli Hornets il suo ruolo designato è quello di sostituto di Jarrett Jack; complici alcuni infortuni accorsi a quest'ultimo, colleziona ben 26 presenze nel quintetto titolare (su 66 complessive, risultando così presente in tutte le partite della squadra durante la stagione regolare). Nell'estate del 2012 Jarrett Jack viene ceduto ai Golden State Warriors: viste le prestazioni positive offerte durante stagione 2011-2012 il playmaker venezuelano riesce convincere gli Hornets ad affidargli stabilmente il ruolo di playmaker titolare della squadra per la stagione 2012-2013. In questa stagione disputa 78 partite giocando in tutte queste da titolare. Tiene un'ottima media di 13.9 punti, 4.3 rimbalzi, 0.8 palle rubate e 9 assist a partita.
Alla fine la stagione si rivela pessima a livello di squadra che arriva penultima nella graduatoria finale della Western Conference (con un record di 27 vittorie e 55 sconfitte), ma straordinaria a livello personale: è il leader della lega in assoluto per quanto riguarda gli assist serviti (ben 704) e arriva secondo nella classifica finale per la vittoria finale dell'NBA Most Improved Player, che è stato assegnato in quel caso a Paul George. Questa stagione, a oggi, è la migliore in assoluto della carriera di Greivis Vásquez.

#### Parentesi ai Sacramento Kings (2013)
Il 10 luglio 2013 viene ceduto ai Sacramento Kings in uno scambio a tre squadre che vede l'ex-compagno Robin Lopez andare ai Portland Trail Blazers e Tyreke Evans a New Orleans, con la squadra della Louisiana appena rinominata (da Hornets a Pelicans).
Con i Kings gioca 18 partite tutte da titolare prima di essere ceduto via trade ai Toronto Raptors il 9 dicembre 2013.

#### Toronto Raptors (2013-2015)
Il 9 dicembre 2013 è stato ceduto ai Toronto Raptors (insieme ai compagni Patrick Patterson, John Salmons e Chuck Hayes) nella trade che ha portato Rudy Gay, Quincy Acy e Aaron Gray ai Kings.
Dopo essere stato titolare ai New Orleans Hornets (anche se in pianta stabile solamente dopo la cessione di Jarrett Jack nell'estate 2012 ai Golden State Warriors) e ai Sacramento Kings, ai Toronto Raptors Vasquez torna a fare la riserva, in quanto il ruolo di playmaker titolare è occupato da Kyle Lowry (futuro All-Star). Quindi nella prima stagione Vásquez gioca 61 partite, di cui solo 5 da titolare.
Nella seconda stagione le cose cambiano in meglio per Vásquez: visti gli infortuni accorsi a Kyle Lowry e a DeMar DeRozan, il venezuelano disputa tutte 82 partite della regular season e 29 di queste da titolare. Con l'assenza di DeRozan lui è stato adattato al ruolo di guardia.

#### Milwaukee Bucks (2015-2016)
Dopo due anni in Canada il 26 giugno 2015, la notte del Draft NBA viene ceduto dai Raptors ai Milwaukee Bucks in cambio di Norman Powell e una prima scelta del 2017.
Tuttavia l'avventura con i verdi non è delle migliori in quanto il 16 dicembre subisce un infortunio che lo costringe a stare fuori per 3-4 mesi, rientrando così per le ultime partite della stagione.

#### Brooklyn Nets (2016)

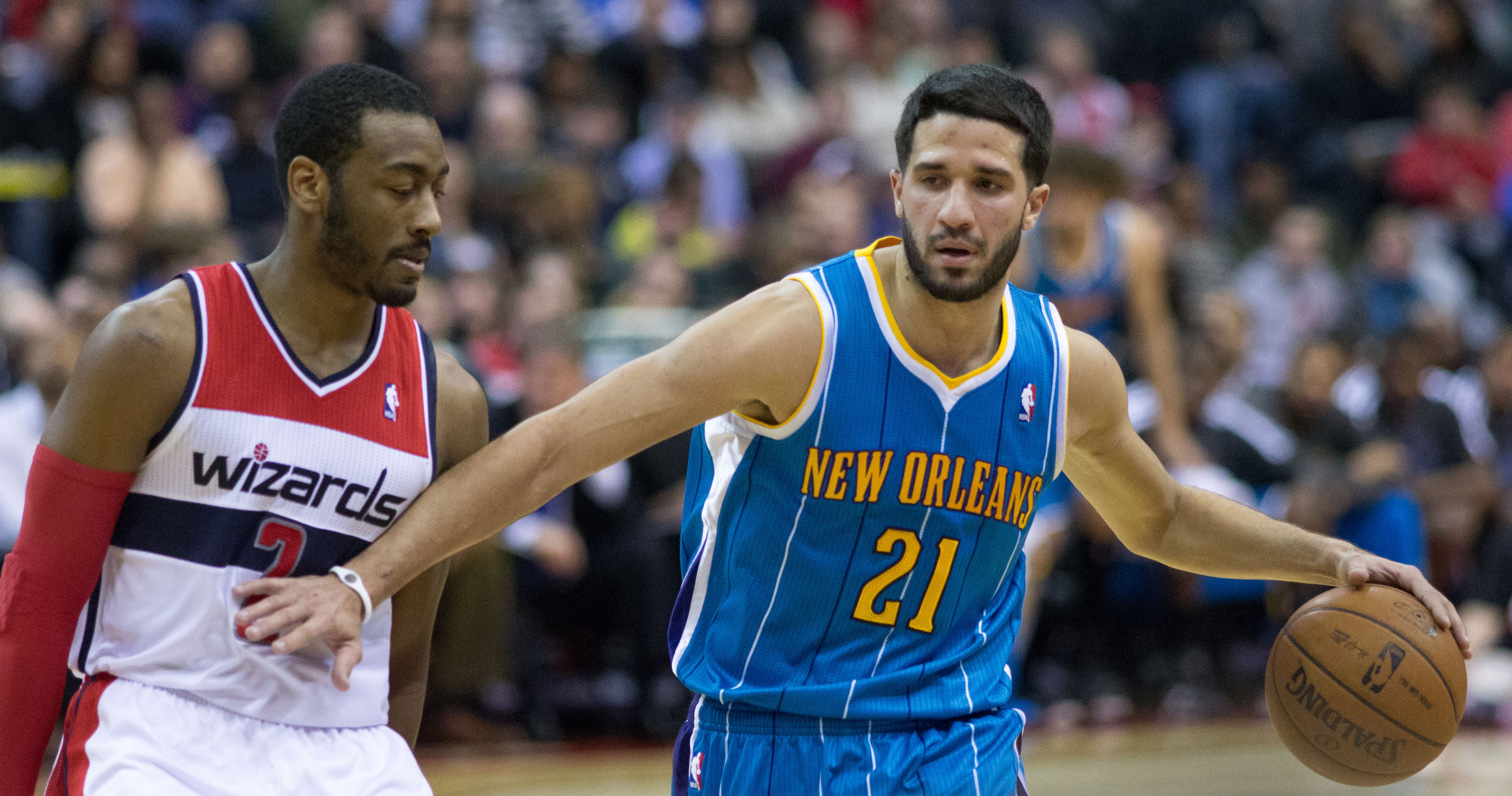
Greivis Vasquez (destra), all'epoca nei New Orleans Hornets, a contrasto con John Wall (sinistra), playmaker degli Washington Wizards

Il 14 luglio 2016 viene acquistato da free agent dai Brooklyn Nets.

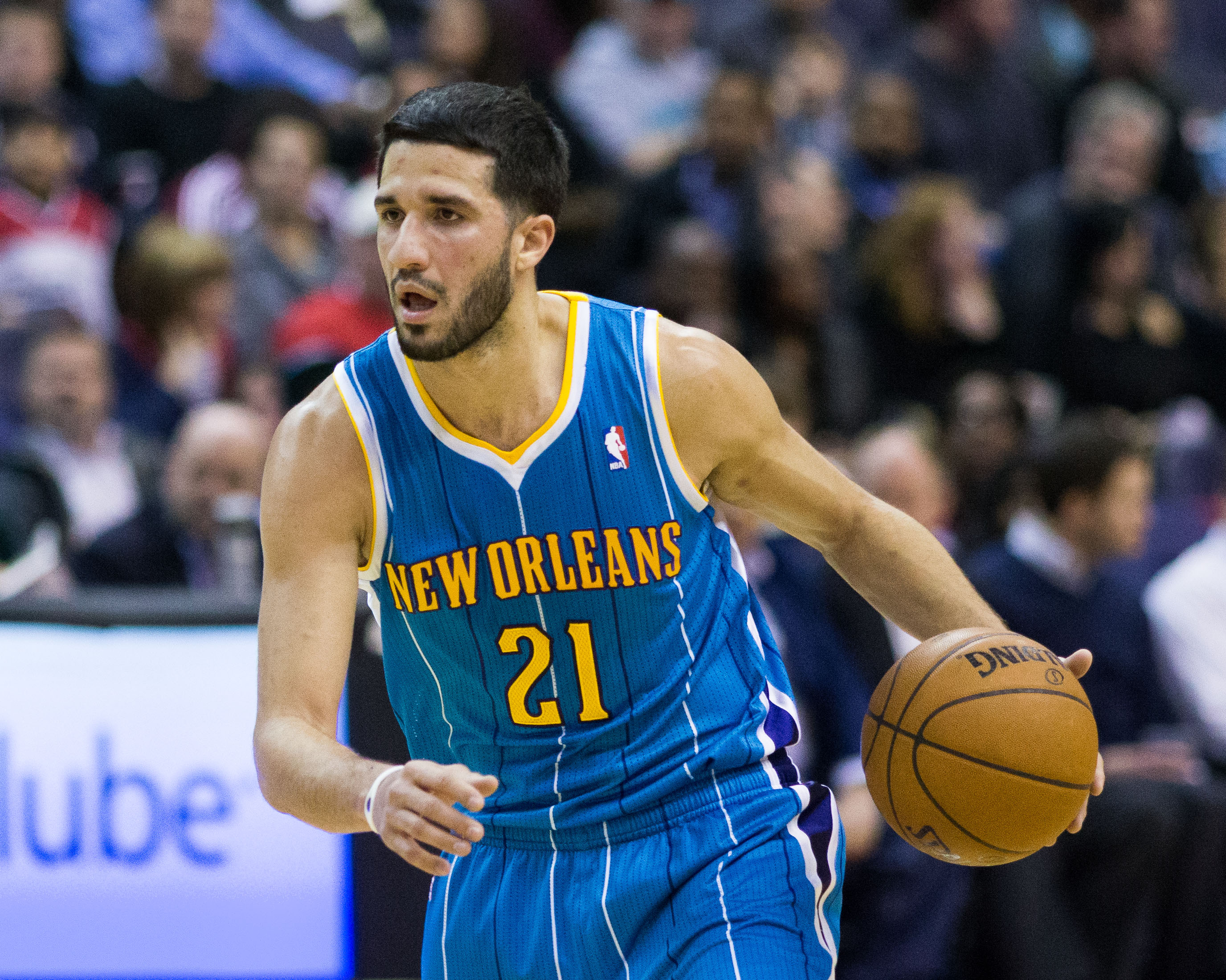
Vasquez in azione con la canotta dei New Orleans Hornets

Tuttavia il 10 novembre dopo aver disputato solo 3 partite viene tagliato.

## Statistiche

### College
| Anno      | Squadra            | PG  | PT  | MP   | TC%  | 3P%  | TL%  | RP  | AP  | PRP | SP  | PP   |
| --------- | ------------------ | --- | --- | ---- | ---- | ---- | ---- | --- | --- | --- | --- | ---- |
| 2006-2007 | Maryland Terrapins | 34  | 22  | 28,8 | 44,4 | 31,6 | 79,8 | 3,3 | 4,6 | 1,1 | 0,1 | 9,8  |
| 2007-2008 | Maryland Terrapins | 34  | 34  | 37,0 | 43,2 | 30,9 | 78,2 | 5,7 | 6,8 | 1,4 | 0,3 | 17,0 |
| 2008-2009 | Maryland Terrapins | 35  | 35  | 34,6 | 40,5 | 32,7 | 86,7 | 5,4 | 5,0 | 1,4 | 0,4 | 17,5 |
| 2009-2010 | Maryland Terrapins | 33  | 32  | 33,9 | 42,9 | 35,9 | 85,7 | 4,6 | 6,3 | 1,7 | 0,4 | 19,6 |
| Carriera  | Carriera           | 136 | 123 | 33,6 | 42,5 | 32,9 | 82,8 | 4,8 | 5,7 | 1,4 | 0,3 | 16,0 |

### NBA

#### Regular season
| Anno      | Squadra           | PG  | PT  | MP   | TC%  | 3P%  | TL%  | RP  | AP  | PRP | SP  | PP   |
| --------- | ----------------- | --- | --- | ---- | ---- | ---- | ---- | --- | --- | --- | --- | ---- |
| 2010-2011 | Memphis Grizzlies | 70  | 1   | 12,3 | 40,8 | 29,1 | 77,3 | 1,0 | 2,2 | 0,3 | 0,1 | 3,6  |
| 2011-2012 | N.O. Hornets      | 66  | 26  | 25,8 | 43,0 | 31,9 | 82,1 | 2,6 | 5,4 | 0,9 | 0,1 | 8,9  |
| 2012-2013 | N.O. Hornets      | 78  | 78  | 34,4 | 43,3 | 34,2 | 80,5 | 4,3 | 9,0 | 0,8 | 0,1 | 13,9 |
| 2013-2014 | Sacramento Kings  | 18  | 18  | 25,8 | 43,3 | 32,0 | 93,8 | 1,9 | 5,3 | 0,3 | 0,1 | 9,8  |
| 2013-2014 | Toronto Raptors   | 61  | 5   | 21,5 | 41,7 | 38,9 | 85,5 | 2,3 | 3,7 | 0,4 | 0,1 | 9,5  |
| 2014-2015 | Toronto Raptors   | 82  | 29  | 24,3 | 40,8 | 37,9 | 75,8 | 2,6 | 3,7 | 0,6 | 0,1 | 9,5  |
| 2015-2016 | Milwaukee Bucks   | 23  | 0   | 20,0 | 32,6 | 24,7 | 84,6 | 2,0 | 4,0 | 0,4 | 0,0 | 5,7  |
| 2016-2017 | Brooklyn Nets     | 3   | 0   | 13,0 | 25,0 | 33,3 | 66,7 | 0,7 | 1,7 | 0,3 | 0,3 | 2,3  |
| Carriera  | Carriera          | 401 | 157 | 23,7 | 41,8 | 34,9 | 81,7 | 2,5 | 4,8 | 0,6 | 0,1 | 9,0  |

#### Play-off
| Anno     | Squadra           | PG | PT | MP   | TC%  | 3P%  | TL%  | RP  | AP  | PRP | SP  | PP   |
| -------- | ----------------- | -- | -- | ---- | ---- | ---- | ---- | --- | --- | --- | --- | ---- |
| 2011     | Memphis Grizzlies | 13 | 0  | 10,9 | 51,2 | 36,4 | 76,9 | 1,5 | 1,9 | 0,4 | 0,2 | 4,3  |
| 2014     | Toronto Raptors   | 7  | 0  | 27,1 | 42,2 | 37,0 | 77,8 | 3,7 | 5,1 | 0,6 | 0,1 | 10,1 |
| 2015     | Toronto Raptors   | 4  | 0  | 25,3 | 37,9 | 35,7 | 100  | 1,8 | 3,0 | 0,5 | 0,0 | 7,5  |
| Carriera | Carriera          | 24 | 0  | 18,0 | 44,0 | 36,5 | 80,0 | 2,2 | 3,0 | 0,5 | 0,1 | 6,5  |

#### Massimi in carriera
- Massimo di punti: 27 vs Orlando Magic (26 dicembre 2012)
- Massimo di rimbalzi: 11 (2 volte)
- Massimo di assist: 16 vs Minnesota Timberwolves (14 dicembre 2012)
- Massimo di palle rubate: 5 vs Portland Trail Blazers (10 febbraio 2012)
- Massimo di stoppate: 2 (2 volte)

Dati aggiornati il 22 gennaio 2014

## Palmarès
- NCAA AP All-America Second Team (2010)
- Bob Cousy Award (2010)